# Ховхло
Ховхло (бел. Хоўхла) — деревня в Чеботовичском сельсовете Буда-Кошелёвского района Гомельской области Белоруссии.

## География

### Расположение
В 27 км на юго-запад от районного центра и железнодорожной станции Буда-Кошелёвская (на линии Жлобин — Гомель), 52 км от Гомеля.

## Транспортная сеть
Транспортные связи по просёлочной, затем автомобильной дороге Жлобин — Гомель. Планировка состоит из дугообразной улицы, близкой к меридиональной ориентации и застроенной двухсторонне деревянными домами усадебного типа.

## История
По письменным источникам известна с конца XIX века как деревня в Чеботовичской волости Гомельского уезда Могилёвской губернии. В 1876 году хозяин одноимённого фольварка имел здесь 1213 десятин земли. Действовал хлебозапасный магазин. По переписи 1897 года находилась школа грамоты. В 1926 году работали почтовое отделение, начальная школа.
С 8 декабря 1926 года по 30 декабря 1927 года центр Ховхлянского сельсовета Уваровичского района Гомельского округа. В 1929 организован колхоз «Красная Звезда», работали 2 ветряные мельницы, кузница. Во время Великой Отечественной войны оккупанты в 1943 году сожгли 27 дворов и убили 5 жителей. Освобождена 28 ноября 1943 года. В боях около деревни в 1943 году погибли 5 советских солдат и 5 партизан (похоронены в братской могиле в центре деревни). На фронтах и в партизанской борьбе погибли 123 жителя деревни. В память о погибших установлен памятник — женщина в лавровом венке. С 15 августа 1974 года центр Бервёновского сельсовета. В 1959 году в составе экспериментальной базы «Пенчин» (центр — деревня Пенчин). Лесопилка, мельница, швейная и сапожная мастерские, базовая школа, Дом культуры, библиотека, фельдшерско-акушерский пункт, отделение связи, магазин.
В 1987 году к деревне присоединён посёлок Выгон.
До 24 октября 2002 года в составе Бервёновского сельсовета.

## Население

### Численность
- 2004 год — 94 хозяйства, 173 жителя.

### Динамика
- 1883 год — 48 дворов 298 жителей.
- 1897 год — 70 дворов, 544 жителя; в фольварке 4 двора, 23 жителя (согласно переписи).
- 1909 год — 74 двора, 584 жителя.
- 1925 год — 115 дворов, 688 жителей.
- 1940 год — 112 дворов, 358 жителей.
- 1959 год — 379 жителей (согласно переписи).
- 2004 год — 94 хозяйства, 173 жителя.

## Достопримечательность
- Воинское захоронение погибших в период Великой Отечественной войны
- Памятник А. Л. Исаченко

## Известные уроженцы
- Исаченко, Александр Лаврентьевич — Герой Советского Союза, один из организаторов и руководителей Гомельского комсомольско-молодёжного подполья и партизанского движения в Гомельской области во время Великой Отечественной войны [2].
- Купцов, Сергей Павлович — почётный гражданин города Гомеля [3].